# Militärbezirk III

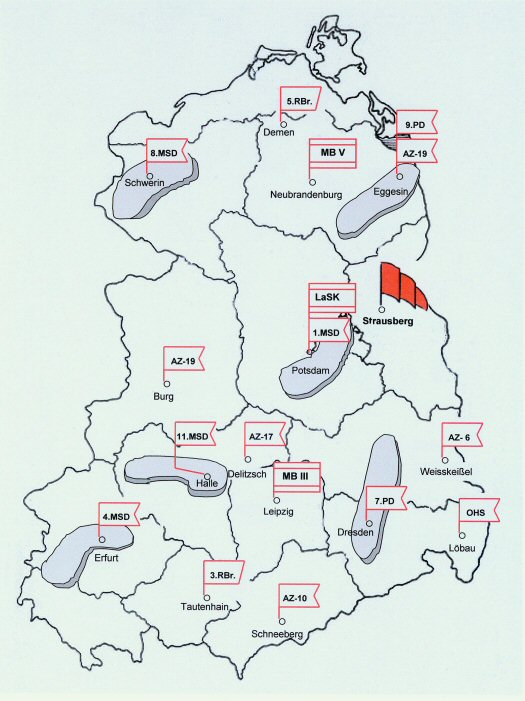
Stationierung der Landstreitkräfte der NVA auf dem Gebiet der DDR

DDR Bronzetafel des Militärbezirk III mit dem Wahlspruch – Vaterland, Frieden, Sozialismus

Der Militärbezirk III (kurz: MB III) war die im Südteil des DDR-Territoriums geschaffene, militäradministrative territoriale Vereinigung von Verbänden, Truppenteilen, Einheiten und militärischen Einrichtungen verschiedener Waffengattungen, Spezialtruppen und Dienste der Landstreitkräfte der NVA sowie des (militärischen) Ersatzwesens der NVA. Aus diesen Formationen wären im Mobilmachungsfall die 3. Armee (NVA) und der Territoriale Militärbezirk III gebildet worden.
Das Führungsorgan befand sich am Standort Leipzig im Viertelsweg unter der Bezeichnung Kommando Militärbezirk III (Kdo MB III) und umfasste die Feldführung der 3. Armee (NVA) und die Führung des Territorialen Militärbezirks.
Aus dem Bestand der Landstreitkräfte der NVA waren dem Kommando MB III eine Panzerdivision (7. PD) und zwei Mot.-Schützendivisionen (4. MSD, 11. MSD) zugeteilt. In direkter Unterstellung wurden als Armeekomplex weitere Verbände, Truppenteile, Einheiten und Einrichtungen geführt.

## Geschichte

### Zweck der territorialen Gliederung
Die militäradministrative Untergliederung des DDR-Staatsterritoriums in drei geografische Räume (Nord-, Süd-, Berliner Raum) diente seit Anfang der 1950er Jahre der koordinierten Vorbereitung (Planung, Organisation, Führung) und Durchführung aller Maßnahmen der Landesverteidigung unter Berücksichtigung der unterschiedlichen militärgeografischen Bedingungen und der Anforderungen der sowjetischen Streitkräftegruppierung nach militärstrategischen Richtungen.
Zur effizienten Erfassung der personellen und materiellen Ressourcen im Interesse der Landesverteidigung sollte ein enges Zusammenwirken der Militärorganisation mit den Staatsorganen und örtlichen Verwaltungen im Territorium ermöglicht werden.

### Wesen der dualen Führungsfunktion
Bereits die Schaffung und Formierung der Infanterieverbände und mechanisierten Verbände der Kasernierten Volkspolizei (KVP) der DDR Anfang der 1950er Jahre wurde durch Territoriale Verwaltungen der KVP (Nord TV-12 und Süd TV-24) in Pasewalk und Leipzig geführt. Damit wurde durch die KVP in der DDR frühzeitig das sowjetische Prinzip der dualen militärischen Führungsfunktion im Territorium installiert und in der KVP-Nachfolge beibehalten. Das bedeutete, dass der Auftrag zur operativen „Feldführung“ der KVP-Formationen und die militäradministrative „Territoriale Verwaltung“ für das Ersatzwesen unter einheitlichem Kommando vollzogen wurden. Erst in zu bestimmenden Anlassfällen wäre die funktionelle und strukturelle Trennung möglich gewesen.

### Herkunft des Militärbezirks III
Die maßgebliche Forderung aus der Sowjetunion nach originären DDR-Streitkräften bekam erst Öffentlichkeit, nachdem im November 1955 in der Bundesrepublik Deutschland die Bundeswehr geschaffen wurde. Die Territorialverwaltungen der KVP führten de-facto bereits im Spätherbst 1955 die Vorbereitungen zur Umwandlung der KVP in reguläre Streitkräfte der DDR.
Zugleich wurden die Kräfte und Mittel der Territorial Verwaltung Süd (TV 24) zum Militärbezirk III (MB III) formiert, darunter aus der KVP-Bereitschaft Erfurt die 4. Infanteriedivision/Mot.-Schützendivision (4. MSD), aus der KVP-Bereitschaft Halle (Saale) die 11. Mot.-Schützendivision (11. MSD) und aus der KVP-Bereitschaft Dresden die 7. Panzerdivision (7. PD). Parallel zu den Divisionen wurden Truppenteile, Einheiten und Einrichtungen als Korps-/Armeekomplex des MB III geschaffen.
Am 18. Januar 1956 verabschiedete die Volkskammer der DDR nach Rücksprache der SED-Führung mit dem ZK der KPdSU das Gesetz „über die Schaffung der Nationalen Volksarmee und des Ministeriums für Nationale Verteidigung“. Das zum 1. März 1956 gebildete Ministerium für Nationale Verteidigung (MfNV) ordnete die formierten Kräfte den beiden Verwaltungen der Militärbezirke (VW MB III und VW MB V) der Landstreitkräfte zu, denen die operative Führung dieser Verbände und Truppenteile übertragen wurde. Bereits 1956 erhielten die ersten Verbände und Truppenteile die Truppenfahne.

### Herkunft des Kommandos MB III
Aus der Territorial Verwaltung Süd (TV 24) der KVP wurde 1955/56 die Verwaltung des Militärbezirkes Leipzig formiert.
Erst am 15. Mai 1957 wurde die Verwaltung MB III in Kommando MB III (Kdo MB III) umbenannt. Die Eckpfeiler der Struktur des Kommandos MB III blieben in den Folgejahren im Wesentlichen konstant, wurden jedoch an die Entwicklung im Militärwesen und die Einführung moderner Waffensysteme angepasst.
Das Kommando MB III bezog 1957 seinen Sitz in der Kaserne am Viertelsweg in Gohlis (Leipzig). Trotz vieler Probleme – fehlendem Personal, Ausrüstung, Unterkünften – konnte der Aufbau des Kommandos MB III bis Ende 1956 im Wesentlichen beendet werden.

### Führung und Aufgaben der Wehrkommandos
Mit Befehl Nr. 6/56 des Ministers für Nationale Verteidigung wurde im April 1956 im Interesse des Ersatzwesens mit der Ausstellung der Wehrbezirkskommandos begonnen. Die territoriale Zuständigkeit der Wehrbezirkskommandos (WBK) und Kreiskommandos – ab 1962 Wehrkreiskommandos (WKK) – war deckungsgleich mit der territorialen Verwaltungsgliederung der DDR.
Dem Militärbezirk III wurden die DDR-Bezirke Chemnitz/Karl-Marx-Stadt, Cottbus, Dresden, Erfurt, Gera, Halle (Saale), Leipzig, Suhl zugeordnet. Deren Wehrbezirkskommandos waren der Führung des Territorialen Militärbezirks III unterstellt.
Die Aufgaben der Wehrkommandos waren:
- die Sicherstellung der personellen Auffüllung der NVA und der Grenztruppen der DDR;
- die Einberufung von Reservisten zur Qualifizierung und Weiterbildung;
- die Nachwuchsgewinnung für eine längere Dienstzeit als Unteroffizier auf Zeit, Berufsunteroffizier, Fähnrich und Offizier;
- die personelle und materielle Auffüllung (Ersatzwesen) und die Nachweisführung (Wehrdokumentation);
- die militärische Öffentlichkeitsarbeit und
- die Erfüllung von Aufgaben im Bereich der Bezirks- und Kreiseinsatzleitungen.

Ab 1967 kamen Aufgaben in der Mobilmachung und der Territorialverteidigung hinzu, das jeweilige Wehrkreiskommando wurde zum Stab der Kreiseinsatzleitung (KEL), die Wehrbezirkskommandos wurden zu Stäben der Bezirkseinsatzleitungen (BEL).

### Übungs- und Manöverteilnahme im Koalitionsbestand
Wichtige Meilensteine in der Ausbildung der Stäbe und Truppen waren die Manöver und Truppenübungen des MB III im Koalitionsbestand, darunter:
- September 1963 – Teilnahme der Feldführung, 4. und 11. MSD sowie Teile/7. PD im Koalitionsbestand (ČS, PL, SU) am Manöver „Quartett“ im Süden der DDR (u. a. TÜP Nochten und Königsbrück);
- Oktober 1965 – Teilnahme der Feldführung, 4. MSD und 7. PD im Koalitionsbestand (ČS, PL, SU) am Manöver „Oktobersturm“ im Südwesten der DDR;
- September 1966 – Teilnahme der Feldführung und 11. MSD im Koalitionsbestand (ČS, HU, PL, SU) am Manöver „Moldau“ (cs – „Vltava“) im Südwesten der ČSSR;
- August 1967 – Teilnahme der Feldführung mit 7. PD, Teilen der 11. MSD, Teilen des Armeekomplexes an der Kommandostabsübung mit zweiseitigen Darstellungstruppen TÜ „Florett“ auf den TÜP Jüterbog, Kehnert, Letzlinger Heide;
- Juli/August 1968 – Teilnahme mit der 7. PD (NVA) und 11. MSD (NVA) im Koalitionsbestand (BG, HU, PL, SU) an der Operation „Donau“ (ru – операция «Дунай»);
- September 1970 – Teilnahme der Feldführung und 11. MSD, mit 8. MSD und 9. PD (NVA), mit MSD (SU) und MSD (ČS) im Koalitionsbestand (erstmals WVO) am Manöver „Waffenbrüderschaft-70“ in der DDR;
- Juni 1972 – Teilnahme der Feldführung, Führungsorgane der 4. und 11. MSD, Führungsorgan MSR-17 mit Teilen, Führungsorgane der drei Mob.-Divisionen (6., 10., 17. MSD) und Teilen des Armeekomplexes an der Kommandostabsübung „Sommer-72“ mit Darstellungstruppen im Koalitionsbestand im Südwesten der DDR;
- September 1972 – Teilnahme der Feldführung, Teile 4. MSD (FO, MSR-24, AR-4), Teile 7. PD im Koalitionsbestand (ČS, HU, PL, SU) Manöver „Schild-72“ auf dem Territorium der ČSSR;
- Februar 1974 – Teilnahme der Feldführung und Territorialen Führung MB III, mit Führungsorganen der 10., 11. MSD, der 7. PD, WBK Halle und Leipzig an der KSÜ „Jug-84“ in der DDR;
- September 1980 – Teilnahme der Feldführungen 3. und 5. A, Führungsorgane der 7. PD, 8. und 11. MSD, 3. RBr sowie Operative Gruppen der Flottillen im Koalitionsbestand (WVO) am Manöver „Waffenbrüderschaft-80“ in der DDR und im Ostsee-Aquatorium;
- Februar 1982 – Teilnahme der Feldführung und Territorialen Führung MB III, mit Führungsorganen der 6., 10., und 17. MSD, der 3. RBr, WBK Dresden, Karl-Marx-Stadt und Leipzig an der KSÜ/Mobilmachungsübung „Jug-84“ in der DDR;
- März 1984 – Teilnahme der Feldführung mit 11. MSD (aufgefüllt und mobilgemacht), der Führungsorgane 4. und 10. MSD, 7. PD, 3. RBr, alle WBK im MB III im Koalitionsbestand (SU) an der Armeeübung „Jug-84“ in der DDR;
- September 1984 – Teilnahme der Teile der Feldführung, Führungsorgan 7. PD mit MSR-7 im Koalitionsbestand (WVO) am Manöver „Schild-84“ auf dem Territorium der ČSSR;
- März 1987 – Gemeinsame Truppenübung der 1. MSD (MB V) und 11. MSD (MB III) im Koalitionsbestand (NVA, SU), mit Forcieren unter Winterbedingungen, bei Anwesenheit von KSZE-Beobachtern;[21]
- April 1988 – Teilnahme mit der Feldführung, der 4. MSD, dem Armeekomplex (ohne Teile), mit Führungsorganen und Darstellungstruppen der 11. MSD, 7. PD (NVA), 7. GPA (SU), 5. PD (PL), mit Fliegerkräften und Verstärkungsmitteln der LaSK (NVA) im Koalitionsbestand (PL, SU) an der Armee- und Kommandostabsübung „Drushba-88“, Truppenübung und Aufklärer-Rahmenübung in der DDR, bei Anwesenheit von KSZE-Beobachtern.[22]

### Herstellung höherer Bereitschaftsstufen (1961, 1962)
Der Militärbezirk III wurde am 13. August 1961 durch den Minister für Nationale Verteidigung in die Stufe „Erhöhte Gefechtsbereitschaft“ in den Kasernen versetzt und der Einsatz je eines diensthabenden Bataillons (einer Abteilung) in den Regimentern organisiert. Die Dienstzeit der im Herbst zu Entlassenden wurde zunächst bis Ende Dezember 1961 verlängert. Ab 23. September 1961 setzten die Verbände, Truppenteile, Einheiten und Einrichtungen des MB III den normalen Dienstbetrieb fort.
Die Ausbildung der Freiwilligen, die im Herbst 1961 der Initiative des Zentralrats des Jugendverbands „Freie Deutsche Jugend“ (FDJ) vom 16. August 1961 in allen Bezirken folgten, geschah in Ausbildungsregimentern der Divisionen. Die Hauptkräfte der Standorteinheiten bezogen für zwei Monate Feldlager auf den Standort- und Truppenübungsplätzen. Die zur Entlassung stehenden, freiwillig Dienenden wurden Ende April 1962 in die Reserve versetzt.
Im Zusammenhang mit der angespannten militärpolitischen Lage zwischen den Vereinigten Staaten und der Sowjetunion in der „Kubakrise“ wurde erstmals am 23. Oktober 1962 die „Erhöhte Gefechtsbereitschaft“ für die Vereinten Streitkräfte des Warschauer Vertrages angewiesen. Laut Befehl 104/62 des Ministers stellte auch der gesamte Militärbezirk MB III die Höhere Bereitschaftsstufe her. Die damit verbundene Ausgangs- und Urlaubssperre, der Aufschub der Herbstentlassungen und die Aktivitäten der Mobilmachungsbereitschaft endeten am 21. November 1962.

### Handlungen im MB III zum „Prager Frühling“ (1968)
Auf Druck der Bevölkerung der ČSSR begann die Tschechoslowakische KP (KPČS) unter Alexander Dubček im Frühjahr 1968 ein Liberalisierungs- und Demokratisierungsprogramm („Prager Frühling“) umzusetzen. Die sowjetischen Militärs zählten von Anfang an zu den entschiedensten Gegnern der Prager Reformer. Die Aufdeckung eines speziellen NATO-Operationsplanes „Zephir“ und die Information über die Errichtung eines Sonderstabes des NATO-Oberkommandos Europa zur „Bearbeitung des tschechoslowakischen Problems“ sowie das für Oktober 1968 nahe der Grenze zur ČSSR geplante Korps-Manöver der Bundeswehr „Schwarzer Löwe“ wurden von den Warschauer Vertragsstaaten als militärische Bedrohung bewertet.
Die Reaktion des Warschauer Paktes auf diese Lageeinschätzungen war die operativ-taktische und logistische Vorbereitung einer Intervention mittels Übungen und Manövern unter der Vorgabe als normale gemeinsame Ausbildungsmaßnahmen der verbündeten Streitkräfte.
Anfang/Mitte Juli 1968, als sich die Lage in der Tschechoslowakei zuspitzte, stimmte Walter Ulbricht dem Vorschlag des Oberkommandierenden des Warschauer Paktes Marschall Jakubowski zu, auch NVA-Truppen des Militärbezirks III, die 7. Panzerdivision und die 11. Mot.-Schützendivision an einer militärischen Intervention (Operation „Donau“ – ru. операция «Дунай») zu beteiligen.
Am 25. Juli 1968 wurde unter dem Vorwand der Teilnahme an einer ungeplanten Truppenübung im Koalitionsbestand (d. h. Warschauer Pakt) für die 7. PD und 11. MSD eine höhere Stufe der Gefechtsbereitschaft befohlen und die planmäßige Entlassung der Reservisten ausgesetzt. Die Lehrgefechtstechnik wurde aufmunitioniert und in den Kasernen die Handlungsbereitschaft zur kombinierten Verlegung bis zum Vormittag des 28. Juli 1968 hergestellt.
Bis zum frühen Morgen des 29. Juli 1968 verlegte die 7. Panzerdivision auf den Truppenübungsplatz Nochten – der Stab in die Nähe von Boxberg. Die 11. MSD verlegte unter der Führung des Divisionskommandeurs, Oberst Erich Dirwelis, auf fünf Marschstraßen in den Konzentrierungsraum (KR Eisenberg (Thüringen), Orlamünde, Weida) nahe dem Hermsdorfer Kreuz.
Die 7. PD und die 11. MSD (NVA) wurden auf Weisung des MfNV vom Kommando des Militärbezirks III in voller Gefechtsbereitschaft der operativ-strategischen Gruppierung der Vereinten Streitkräfte (VSK; Stab in Legnica/Polen) der Operation „Donau“ übergeben. Die an der „Übung Donau“ beteiligten gepanzerten Fahrzeuge und Kraftfahrzeuge der NVA und der GSSD erhielten in den Unterbringungsräumen eine gesonderte weiße Farbmarkierung in Form eines senkrecht verlaufenden Balkens.
Die 7. PD (NVA) wurde der 20. Gardearmee (GSSD, Stab in Eberswalde-Finow) unterstellt, welche zur 1. operativen Staffel der Interventionstruppe gehörte und von Nordwesten in die Tschechoslowakei vordringen sollte. Die 7. PD (NVA) verblieb schließlich als Reserve des Oberkommandierenden im bisherigen (Bereitstellungs-)Raum und verließ nicht den Truppenübungsplatz Nochten.
Die 11. MSD verblieb zunächst in der Reserve des Oberkommandos. Die Einsatzvarianten der Division sahen entweder das Betreten des ČSSR-Territoriums von Nordwesten her in den Raum Plzeň vor oder die Besetzung des Raumes Bad Lobenstein – Adorf/Vogtl. zur Sicherung des Grenzdreiecks im Südwesten der DDR. Bis zum 20. August 1968 verblieb die Division in ihrem Konzentrierungsraum und führte bei feldmäßiger Unterbringung ihre militärische Ausbildung durch.
Von der Ausrufung der Stufe „Erhöhte Gefechtsbereitschaft“ für die gesamte NVA am frühen 21. August 1968 waren die 7. PD und die 11. MSD demzufolge nicht berührt, während im Militärbezirk III die höhere Bereitschaftsstufe hergestellt wurde. Die laufende Sicherstellung und Versorgung der beiden Einsatzdivisionen der NVA in der operativen Koalitionsgruppierung wurde ohne Unterbrechung fortgesetzt.
Anders als die 7. PD (NVA) erhielt die 11. MSD (NVA) am 23. August vom Oberkommando den Befehl zum Vorrücken in das Grenzgebiet zur ČSSR, in den Ausgangsraum (AgR) Oelsnitz/Vogtl., (ausschließlich) Eibenstock, Adorf/Vogtl., Auerbach/Vogtl., (ausschließlich) Plauen. Bis zum frühen Morgen des 24. August 1968 hatten die Hauptkräfte der 11. MSD den AgR bezogen und standen bereit, auf drei Marschstraßen in Richtung Sokolov (ČSSR) vorzustoßen und auf tschechisches Territorium vorzudringen.
Ab 25. August 1968 erfolgte die Unterstellung der 11. MSD (NVA) an die sowjetische 11. Gardearmee – herangeführt aus dem Kaliningrader Militärbezirk. Die 11. MSD (NVA) verblieb als Armeereserve auf DDR-Territorium und wurde am 31. August 1968 wieder in die Reserve unterstellt. Die Division blieb bis Mitte Oktober im grenznahen Raum der sog. Plauener Pforte und verließ entgegen allen vorherigen Planungen somit nicht das Territorium der DDR.
Am 16. Oktober 1968 wurde die operative Unterstellung der 7. PD (NVA) und der 11. MSD (NVA) aufgehoben und diese wieder dem Kommando des Militärbezirkes III der NVA unterstellt. Auf Weisung des MfNV begann die kombinierte Rückverlegung von Personal und Ausrüstung in die Garnisonsstandorte. Organisiert durch Partei- und Staatsfunktionäre wurden die zurückkehrenden Truppen von der einheimischen Bevölkerung begrüßt. Am 21. Oktober 1968 befanden sich alle Einheiten der beteiligten NVA-Divisionen wieder in ihren Kasernen.

### Auflösung des Militärbezirks III (1990)
Mit dem Beitritt der Deutschen Demokratischen Republik zur Bundesrepublik Deutschland wurde die NVA und damit ihr Strukturelement Militärbezirk III am 2. Oktober 1990 aufgelöst.
Den Vorgesetzten aller Stufen war es bis dahin trotz angespannter Lage gelungen, die Sicherheit in den militärischen Objekten zu gewährleisten, die Entmunitionierung der Gefechtstechnik zeitgerecht und ohne Verluste durchzuführen sowie alle sicherheitsrelevante Technik, Ausrüstung und Reserven auf eine vollzählige Übergabe vorzubereiten. Erkundungsgruppen des Heeres der Bundeswehr hatten ihre Tätigkeit in den Standorten des MB III aufgenommen. Einzelne Heeresangehörige verblieben in den Standorten bis zur Übergabe. Der Chef des Militärbezirks, Generalmajor Klaus Wiegand, war mit der Vorbereitung der Übergabe betraut. Er sollte nicht wie die meisten Generale der NVA bereits zum 30. September 1990 entlassen werden. Doch mit Verlesen des Befehls 43/90 des Ministers für Abrüstung und Verteidigung am 28. September durch den Staatssekretär wurde seine Entlassung aus der NVA zum 2. Oktober 1990 verkündet und er musste sich per Fernschreiben am 1. Oktober 1990 von den Formationen des Militärbezirks verabschieden. Die Übergabe erfolgte an den bisherigen Stellvertreter des Chefs und Chef Technik und Bewaffnung.
Per Ministerbefehl wurden Militärangehörige wie Zivilbeschäftigte der NVA aus ihren Verpflichtungen entlassen. An den Standorten fanden Abschlussappelle mit dem zivilen und militärischen Personal statt. Die Truppenfahnen wurden eingerollt und vom Platz getragen. Die verbleibenden Angehörigen der NVA hatten einen Bescheid über die Weiterverwendung in der Bundeswehr erhalten.
Mit dem Inkrafttreten des Einigungsvertrags übernahm der Bundesminister der Verteidigung am 3. Oktober 1990 die Befehls- und Kommandogewalt über die deutschen Streitkräfte im Osten Deutschlands. Die Verbände, Truppenteile, Einheiten und Einrichtungen des bisherigen Militärbezirks III wurden ab dem 3. Oktober 1990 als Strukturelemente sowie mit dem verbliebenen Personal dem Bundeswehrkommando Ost (Standort Strausberg) unterstellt und dem Wehrbereich VII (Standort Leipzig), Befehlshaber Generalmajor Ekkehard Richter, angegliedert. Das gesamte Material des Militärbezirks III und der Divisionen war am 3. Oktober in Gewahrsam der Bundeswehr zu nehmen und vor unbefugtem Zugriff zu sichern.
Die militärischen Formationen und Objekte des ehemaligen Militärbezirks III wurden im neu geschaffenen Wehrbereich VII zusammengefasst – seit 1991 als Division/Wehrbereichskommando VII bezeichnet, jedoch 1995 in WBK VII/13. Panzergrenadierdivision umbenannt.

## Die Chefs des Militärbezirks / Befehlshaber 3. Armee (NVA)
An der Spitze des Militärbezirks standen von Anfang an hochqualifizierte, zuverlässige Militärs. Erster Chef des Militärbezirks III war Generalmajor Fritz Johne, Antifaschist und Mitglied der Internationalen Brigaden in Spanien. Im Zeitraum seines Bestehens hatte der Militärbezirk neun Chefs. Von ihnen hatten vier Sonderlehrgänge in der UdSSR abgeschlossen, fünf waren an sowjetischen Militärakademien ausgebildet worden und alle neun hatten die Akademie des Generalstabs der Streitkräfte der UdSSR erfolgreich absolviert.
Chefs des Militärbezirkes III waren:
- Generalmajor Fritz Johne (1. März 1956 bis 31. Juli 1957)
- Generalmajor Kurt Wagner (1. Dezember 1957 bis 15. Oktober 1959)
- Generalmajor Arthur Kunath (15. Oktober 1959 bis 17. Oktober 1961)
- Generalmajor Hans-Georg Ernst (17. Oktober 1961 bis 30. November 1973)
- Generalmajor Heinz Handke (1. Dezember 1973 bis 30. November 1976)
- Generalmajor Horst Skerra (1. Dezember 1976 bis 31. Oktober 1982)
- Generalmajor Manfred Grätz (1. November 1982 bis 9. Februar 1986)
- Generalmajor Wolfgang Steger (10. Februar 1986 bis 30. September 1987)
- Generalmajor Klaus Wiegand (1. Oktober 1987 bis 2. Oktober 1990)

## Organisation

### Angaben zur Gliederung und Struktur
In der territorialen Verantwortungszone des Militärbezirk III lagen die Standorte von drei Verbänden der Landstreitkräfte (4. MSD, 11. MSD, 7. PD). Die unmittelbare Führung dieser Verbände wurde dem Kommando MB III übertragen.
Der Feldführung / 3. Armee mit Armeekomplex konnte eine wechselnde Anzahl von Verbänden der Landstreitkräfte der NVA oder verbündeter Streitkräfte zugeteilt oder unterstellt werden.
Parallel zu den Divisionen wurden Truppenteile, Einheiten und Einrichtungen als Korps-/Armeekomplex geschaffen und in direkter Unterstellung vom Kommando MB III (Feldführung 3. Armee) geführt. Zum Armeekomplex der 3. Armee (NVA) gehörten die in der folgenden Tabelle aufgeführten Formationen (Stand 1990).
| Bezeichnung und Abkürzung                                        | Ehrenname                             | Standort           |
| ---------------------------------------------------------------- | ------------------------------------- | ------------------ |
| 3. Raketenbrigade (3. RBr)                                       | Otto Schwab                           | Tautenhain (Lage)  |
| Bewegliche Raketentechnische Basis 3 (BRTB-3)                    | Johannes R. Becher                    | Jena (Lage)        |
| Artillerieregiment 3 (AR-3)                                      | Alfred Frank                          | Leipzig (Lage)     |
| Artillerie-Instrumental-Aufklärungsabteilung (IV./AR-3)          | Aufwuchs zum Regiment (AIAR-3)        | Leipzig (Lage)     |
| Geschosswerferabteilung 3 (GeWA-3)                               |                                       | Eilenburg (Lage)   |
| Panzerjägerabteilung 3 (PJA-3)                                   | Georg Schwarz                         | Zwickau (Lage)     |
| Fla-Raketenregiment 3 (FRR-3)                                    | Kurt Kresse                           | Hohenmölsen (Lage) |
| Bewegliche Fla-Raketentechnische Basis 3 (BFRTB-3)               | Otto Walter                           | Hohenmölsen (Lage) |
| Kampfhubschraubergeschwader 3 (KHG-3)                            | Ferdinand von Schill                  | Cottbus (Lage)     |
| Funk- und Funktechnisches Aufklärungsbataillon 3 (FuFuTAB-3)     | (1984–1989) Aufklärungsbataillon AB-3 | Rudolstadt (Lage)  |
| Funktechnisches Bataillon 3 (FuTB-3)                             | Otto Engert                           | Leipzig (Lage)     |
| Bataillon Funkelektronischer Kampf 3 (BFEK-3)                    | Friedrich Adolf Sorge                 | Eilenburg (Lage)   |
| Nachrichtenregiment 3 (NR-3)                                     | Georg Schumann                        | Leipzig (Lage)     |
| Leitungsbauregiment 3 (LBR-3)                                    | Georgi Dimitroff                      | Döbeln (Lage)      |
| Pionierregiment 3 (PiR-3)                                        | Erwin Panndorf                        | Gera (Lage)        |
| Pontonregiment 3 (PoR-3)                                         | Johann Philipp Becker                 | Dessau (Lage)      |
| Pionierbaubataillon 44 (PiBB-44) des Kdo. LaSK (ab 1989 PiBB-52) | Max Lademann                          | Bitterfeld (Lage)  |
| Bataillon Chemische Abwehr 3 (BChA-3)                            | Rudolf Rothkegel                      | Bad Düben (Lage)   |
| Detonometrie- und Aufklärungsbataillon 3 (DetAB-3)               |                                       | Bad Düben (Lage)   |
| Wach- und Sicherstellungsbataillon 3 (WSB-3)                     | Max Hoelz                             | Leipzig (Lage)     |
| Bataillon Materielle Sicherstellung 3 (BMS-3)                    |                                       | Leipzig (Lage)     |
| Instandsetzungsbataillon 3 (IB-3)                                |                                       | Lindhardt (Lage)   |

Darüber hinaus wurden vom Kommando MB III weitere Einheiten und Einrichtungen zur allseitigen Sicherstellung geführt. Dazu gehörten die Armeelazarette Leipzig und Gotha, die im Verteidigungszustand als Reservelazarette vom Territorialen Militärbezirk geführt wurden. Der Feldführung/3. A wurden aufzustellende Selbstständige Medizinische Abteilungen (SMA) zugeteilt.

### Ausbildungszentren und Mobilmachung
Die Ausbildung von Unteroffizieren wurde ab Ende der 1960er Jahre an Unteroffiziersschulen in den Strukturelementen Fachrichtung für die Profile Mot.-Schützen, Panzer, Artillerie, Nachrichten und Gesellschaftswissenschaftliche Ausbildung und Waffengattungen/Dienste (Pionier-, Kfz.-, Verpflegungs-, Sanitäts- und Chemischer Dienst) durchgeführt.
Diese vom Kommando MB III geführten Ausbildungseinrichtungen bildeten in der Folgezeit zugleich die Basis für die Aufstellung der Mobilmachungsdivisionen, die entsprechend ihrer territorialen Lage als Armee- oder Frontreserven einsetzbar waren.
Dazu verfügten die Unteroffiziersschulen (ab 1986 Ausbildungszentren) aktiv über eine Stabskompanie, eine Panzerabwehrlenkraketenbatterie (PALRBttr), eine Instandsetzungskompanie (IK), ein Nachrichten-/Werkstattlager (NWL), einen Med.-Punkt und ein Komplexlager (für Technik, Bewaffnung und Ausrüstung) mit einem Wartungszug (einer Wartungskompanie).
Die Herkunft und Entwicklung der Ausbildungseinrichtungen des MB III zeigt die folgende Tabelle.
| Bezeichnung der Formation (Jahr, Herkunft, Umformierung) | Standort und Veränderungen                                                                             | Bezeichnung nach Aufwuchs                                | Standorte der Lager und RA                        | Ehrenname                           | seit                  |
| --- | --- | -------------------------------------------------------- | ------------------------------------------------- | ----------------------------------- | --------------------- |
| - 1956 Mot.-Schützenreginment MSR-13 der 6. MSD - 1958 Ausbildungsregiment ABR-3 des MB V - 1961 Unteroffiziersausbildungsregiment UABR-3 des MB V - 1968 Unteroffiziersschule US I), ab 1967 zum MB III - 1986 Ausbildungszentrum AZ-6 | - Torgelow (Drögeheide) - 1967 Haide (Weißkeißel)                                                      | 6. Mot.-Schützendivision (6. MSD) mit MSR-10, -11, -12   | Komplexlager KL-43 Droben - 1971 RA-6 Droben      | Rudolf Egelhofer (RA) Ernst Busch   | 01.03.1970 01.03.1986 |
| - 1956 Mot.-Schützenregiment MSR-11 der 6. MSD - 1958 Ausbildungsregiment ABR-5 des MB V - 1961 Reservistenausbildungsregiment RABR-5 des MB V - 1971 Unteroffiziersschule US IV) des MB III - 1986 Ausbildungszentrum AZ-10            | - Prenzlau/Pinnow - 1963 Zwickau und Schneeberg - 1984 nur Schneeberg                                  | 10. Mot.-Schützendivision (10. MSD) mit MSR-13, -14, -15 | Komplexlager KL-23 Hirschfeld - 1971 RA-10 Erfurt | Paul Fröhlich (RA) Rudolf Hallmeyer | 01.10.1971 07.10.1988 |
| - 1956 Mot.-Schützenregiment MSR12 der 6. MSD - 1958 Ausbildungsregiment ABR-7 des MB III - 1961 Unteroffiziersausbildungsregiment UABR-7 des MB III - 1968 Unteroffiziersschule US II) - 1986 Ausbildungszentrum AZ-17                 | - ?? Prenzlau - 1961 Eilenburg und Züllsdorf - 1968 Eilenburg und Frankenberg/Sachsen - 1979 Delitzsch | 17. Mot.-Schützendivision (17. MSD) mit MSR-41, -42, -43 | Komplexlager KL-13 Torgau - 1971 RA-17 Hermsdorf  | Kurt Bennewitz                      | 01.03.1971            |

## Ausrüstung mit Technik und Bewaffnung
Die Erstausstattung der Verbände und Truppenteile des Militärbezirks erfolgte zum größten Teil mit sowjetischer Militärtechnik und Bewaffnung, die sich bereits im Zweiten Weltkrieg bewährten. Dazu gehörten unter anderem der Karabiner K 44, die Maschinenpistole MPi 41, die Panzerbüchse RPG-2, der Granatwerfer 82 mm und 120 mm, die 45 mm Panzerabwehrkanone PAK-42, die 76 mm Kanone K-42, die Selbstfahrlafette SFL SU 85 mm bzw. 100 mm und der mittlere Kampfpanzer T34/76.
In den 34 Jahren des Bestehens wuchs die Kampfkraft des Militärbezirks III beständig an. Verfügte der MB III Ende des Jahres 1956 über 398 Kampfpanzer (60 % zum Soll), so hatte er 1989 insgesamt 1.392 Kampfpanzer im Bestand (100 % zum Soll).
Mit Beginn der 1960er Jahre begann die Aufstellung der 3. Raketenbrigade (3. RBr) und deren Ausstattung mit operativ-taktischen Raketen des Typs R-170 (SCUD A). In den Verbänden wurden Raketenabteilungen mit taktischen Raketen R-30 Luna (FROG 5) ausgerüstet.
Die Nuklearwaffenlager waren unter strikter sowjetischer Kontrolle. Zur Zuführung/Übergabe von nuklearen Gefechtsköpfen an die Raketeneinheiten der NVA-Landstreitkräfte war auch im Militärbezirk III die spezialtechnische Sicherstellung organisiert, die vermutlich aus dem Sonderwaffenlager Stolzenhain der GSSD erfolgen sollte.

## Standort- und Truppenübungsplätze des MB III
Alle Standorttruppenteile im Militärbezirk verfügten über ortsnahe Objektausbildungsbasen von unterschiedlicher Größe, in unterschiedlichem Ausbaugrad nach Nutzungszweck durch die jeweilige Truppengattung in Abhängigkeit von den örtlichen Lagebedingungen.
Die neun Standortübungsplätze (STÜP) im MB III wurden an die Verbände und Standorttruppenteile zur Nutzung nach eigener Planung, zur Pflege, Wartung und Instandhaltung sowie zum Ausbau übergeben. In der Stufe „Volle Gefechtsbereitschaft“ erfolgte die Umunterstellung an den Stellvertreter des Chefs und Chef Ausbildung MB III.
Zur Herstellung der Geschlossenheit ab Kompanie aufwärts (mit Verstärkungsmitteln), für Truppenübungen und Manöverhandlungen wurden die vier Truppenübungsplätze (TÜP) des MB III nach zentraler Planung im Kommando MB III genutzt. Dazu zählten:
- TÜP Nochten – circa 20.000 ha (O–W 20 km; N–S 7,5 km); vorbereitet für Taktische Übungen (TÜ) Bataillon bis Division mit Verstärkungsmitteln, mit Gefechtsschießen; ab 1998 Ausbau zum Truppenübungsplatz Oberlausitz.
- TÜP Annaburg – circa 10.800 ha (N–S 18 km, O–W 10 km); vorbereitet für TÜ bis Bataillon mit Verstärkungsmitteln, mit Gefechtsschießen – Nutzung in den freien Zeiten durch die 11. MSD nach eigener Planung; Rückbau zum Naturschutzgebiet ab 1990.

- TÜP Weberstedt – circa 5.600 ha (O–W 10 km, N–S 5 km); vorbereitet für TÜ bis Kompanie mit Verstärkungsmitteln, mit Gefechtsschießen – Nutzung in den freien Zeiten durch die 4. MSD nach eigener Planung; Rückbau zum Naturschutzgebiet ab 1990.

- TÜP Liebenwerda – circa 3.300 ha (O–W 6 km, N–S 6 km); vorbereitet für TÜ bis Kompanie mit Verstärkungsmitteln, ohne Gefechtsschießen – Nutzung in den freien Zeiten durch die 7. PD nach eigener Planung; ab 31. Mai 1990 im Rückbau zum Naturschutzgebiet.